# Heterogenella mamajevi
Heterogenella mamajevi är en tvåvingeart som beskrevs av Junichi Yukawa 1967. Heterogenella mamajevi ingår i släktet Heterogenella och familjen gallmyggor. Inga underarter finns listade i Catalogue of Life.